# Nut (mitologia)

La dea Nut

Nut o Nuit è una divinità egizia appartenente alla religione dell'antico Egitto ed era la dea del cielo e della nascita, a differenza della maggior parte delle altre mitologie, che solitamente hanno un padre celeste.

## Genealogia
Nut è figlia di Shu, dio dell'aria, e Tefnut, dea dell'umidità. Era una delle divinità dell'Enneade e con suo fratello Geb, nonché suo marito, la Terra, ebbe cinque figli - Osiride, Haroeris, Seth, Iside e Nefti; dall'unione di quest'ultima con Seth sarebbe nato Anubi, il dio dalla testa nera di sciacallo. Dall'unione di Iside e Osiride sarebbe nato Horus(il giovane).

## Leggende e miti
(Testi delle Piramidi)

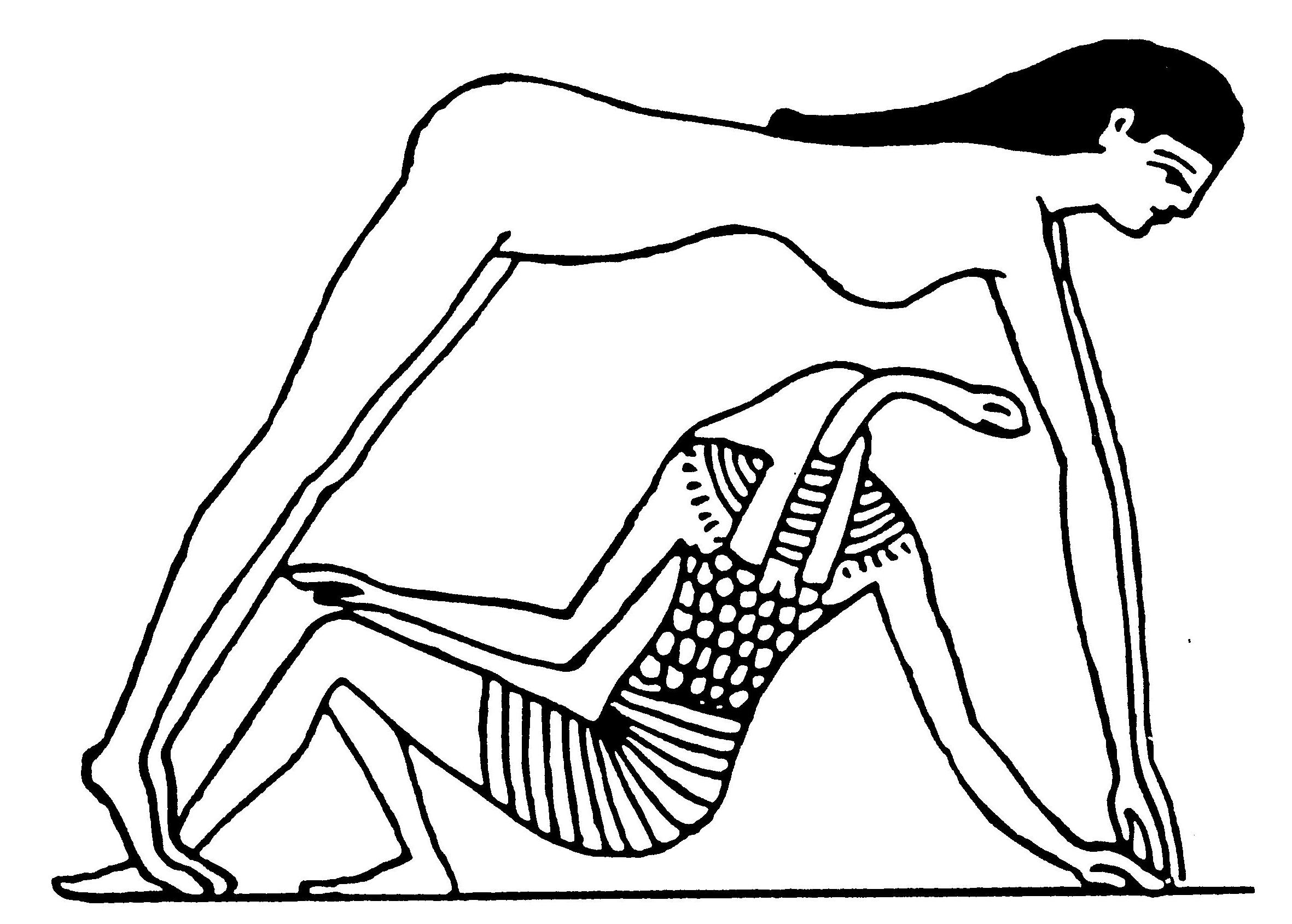
Geb e Nut

La leggenda narra che Geb (la terra) e Nut (il cielo) erano in origine uniti, fino a quando il dio Ra, contrariato per questa unione, ordinò a Shu di dividerli, creando lo spazio tra cielo e terra. Nut, proprio in quella occasione, formò la volta celeste, sostenuta da Shu, che però fu costretto a conservare perennemente quella posizione.
Originariamente fu la dea del cielo diurno, ma più tardi rappresentò il cielo in generale. Si pensava che il dio-sole, Ra, nel suo viaggio notturno, fosse da lei ingoiato dopo il tramonto, per essere partorito di nuovo all'alba. Nello stesso modo, Nut divorava e faceva rinascere le stelle, e per questo motivo era considerata una divinità legata alla resurrezione. Come tale si trova spesso raffigurata all'interno dei sarcofaghi.
Un'altra leggenda narra che Nut, sotto le sembianze di una vacca, ebbe l'onore e l'onere di far salire sul suo enorme dorso il dio Ra. A causa dello sforzo immane profuso, Nut fu aiutata da quattro dei aventi la funzione, in seguito divenuta perenne, di pilastri del mondo.

## Iconografia, forme e simboli

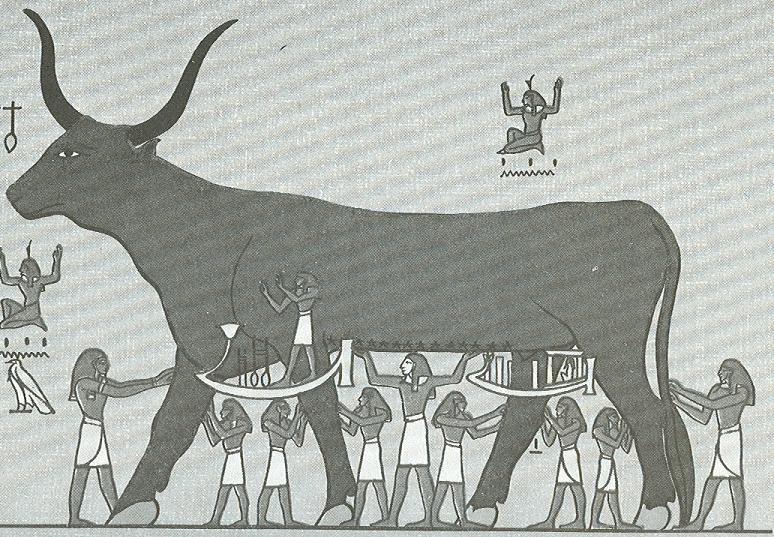
La dea del cielo Nut raffigurata da una vacca

Nell'iconografia la volta celeste è rappresentata da Nut, solitamente raffigurata come una donna nuda, ricoperta di stelle, con le mani ed i piedi a terra, inarcata su Geb, dal quale è tenuta lontana da Shu, che la sostiene. I dipinti la raffigurano con un vaso d'acqua sulla testa, presente nel geroglifico del suo nome. A volte si presenta nella forma di una vacca, il cui grande corpo forma il cielo, di un albero di sicomoro, o come una grande scrofa mentre divora i suoi piccoli, che simboleggiano le stelle.

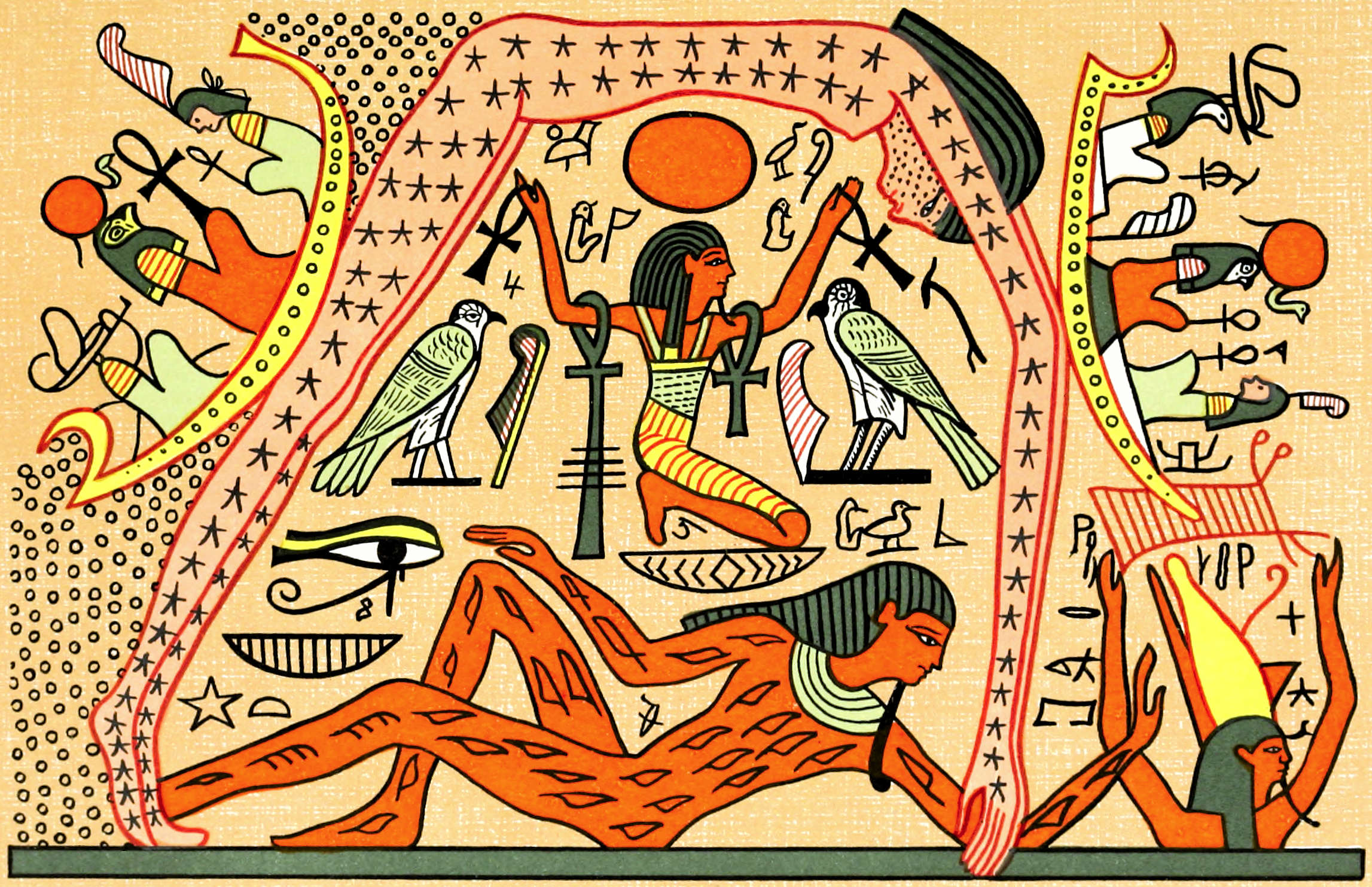
Nut con Geb e Shu

La sua pelle è, solitamente, blu perché questo colore simboleggia la vita e la rinascita; le ali, talvolta raffigurate, rappresentano la protezione lungo il viatico della morte; le stelle che ricoprono il suo corpo rafforzano l'immagine del cielo e simboleggiano le anime dei morti. Quando la sua pelle è giallastra, vuol dire che è stato evidenziato il suo aspetto di essere immortale, di dea Madre da cui tutti hanno origine. La sua posizione inarcata esemplifica il suo potere nel cielo e sugli oggetti celesti.

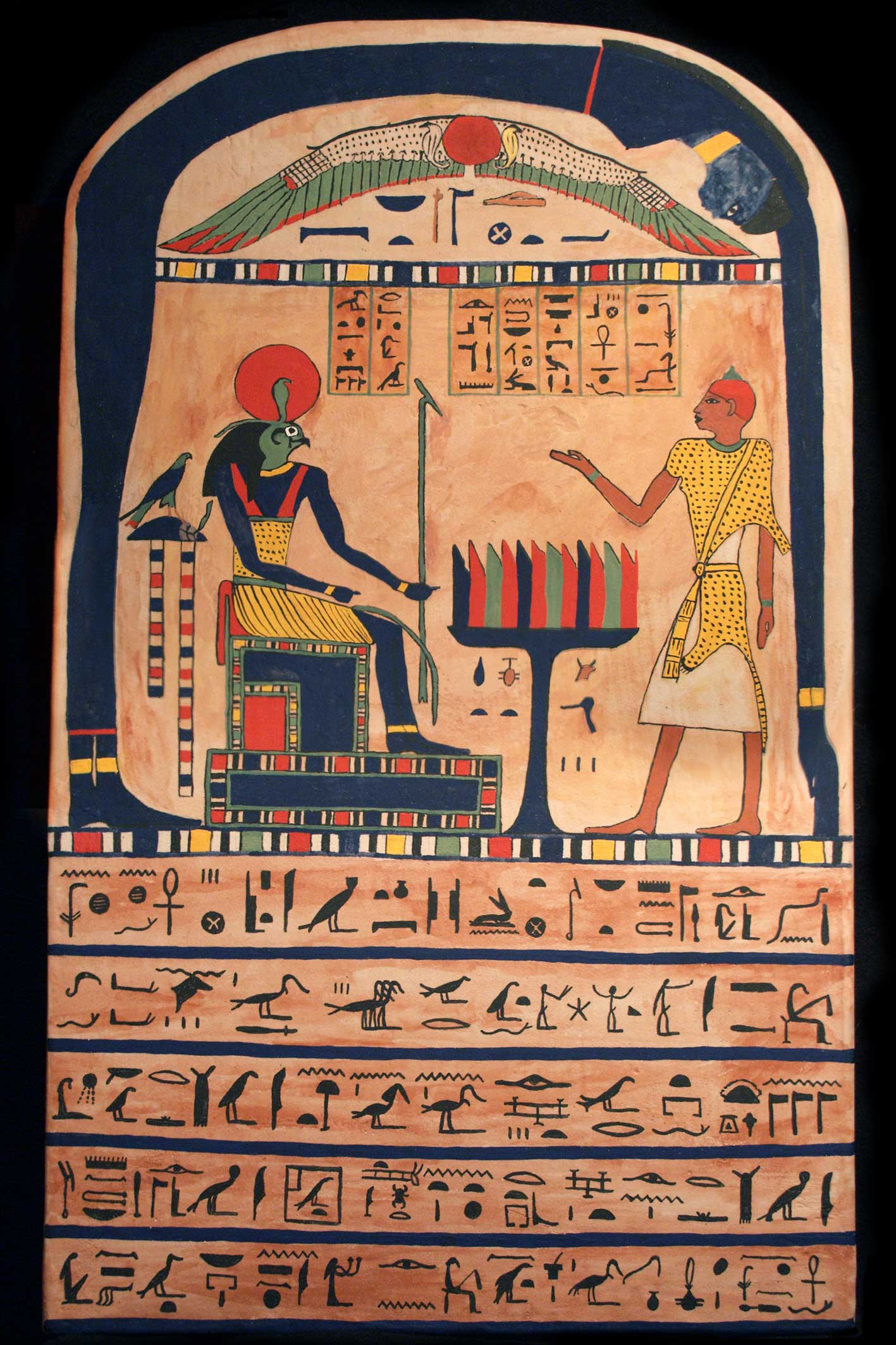
Nut con il corpo arcuato simboleggia la volta celeste, copia moderna della stele del Sacerdote Ankh-ef-en-Khonsu, Stele Cairo A 9422 (Bulaq 666)